# Photodetektor

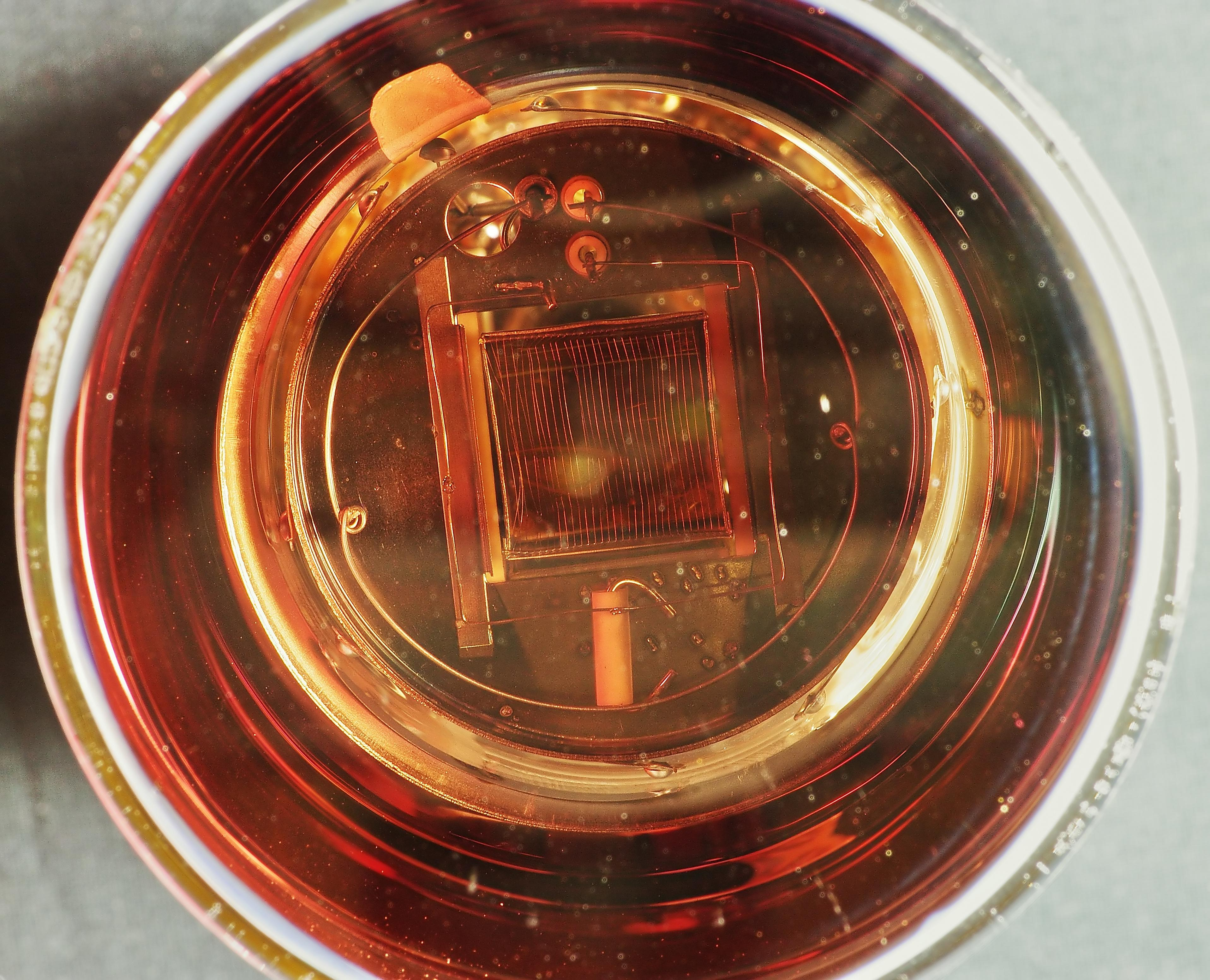
Photomultiplier (Frontansicht)
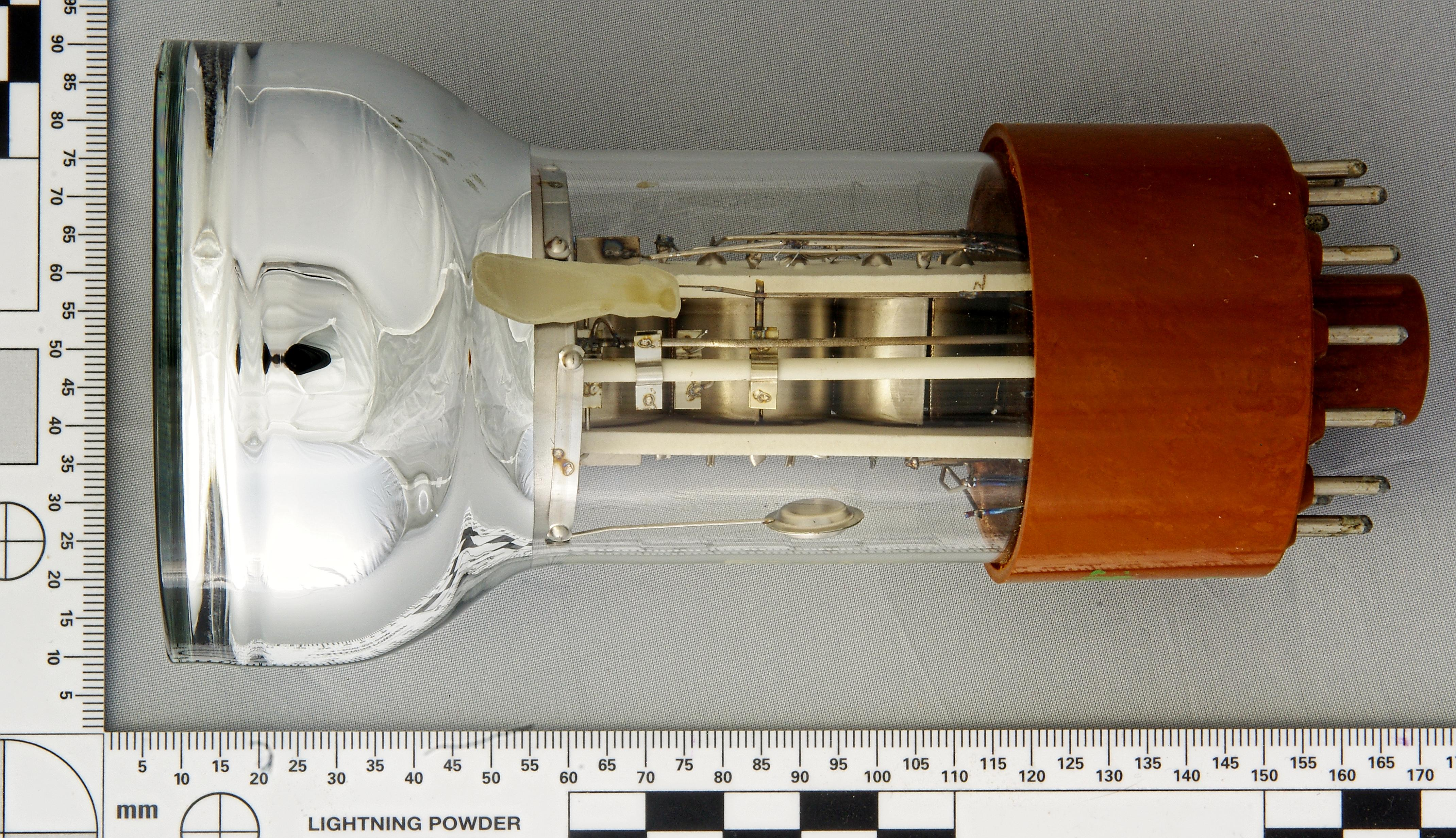
Photomultiplier (Seitenansicht)
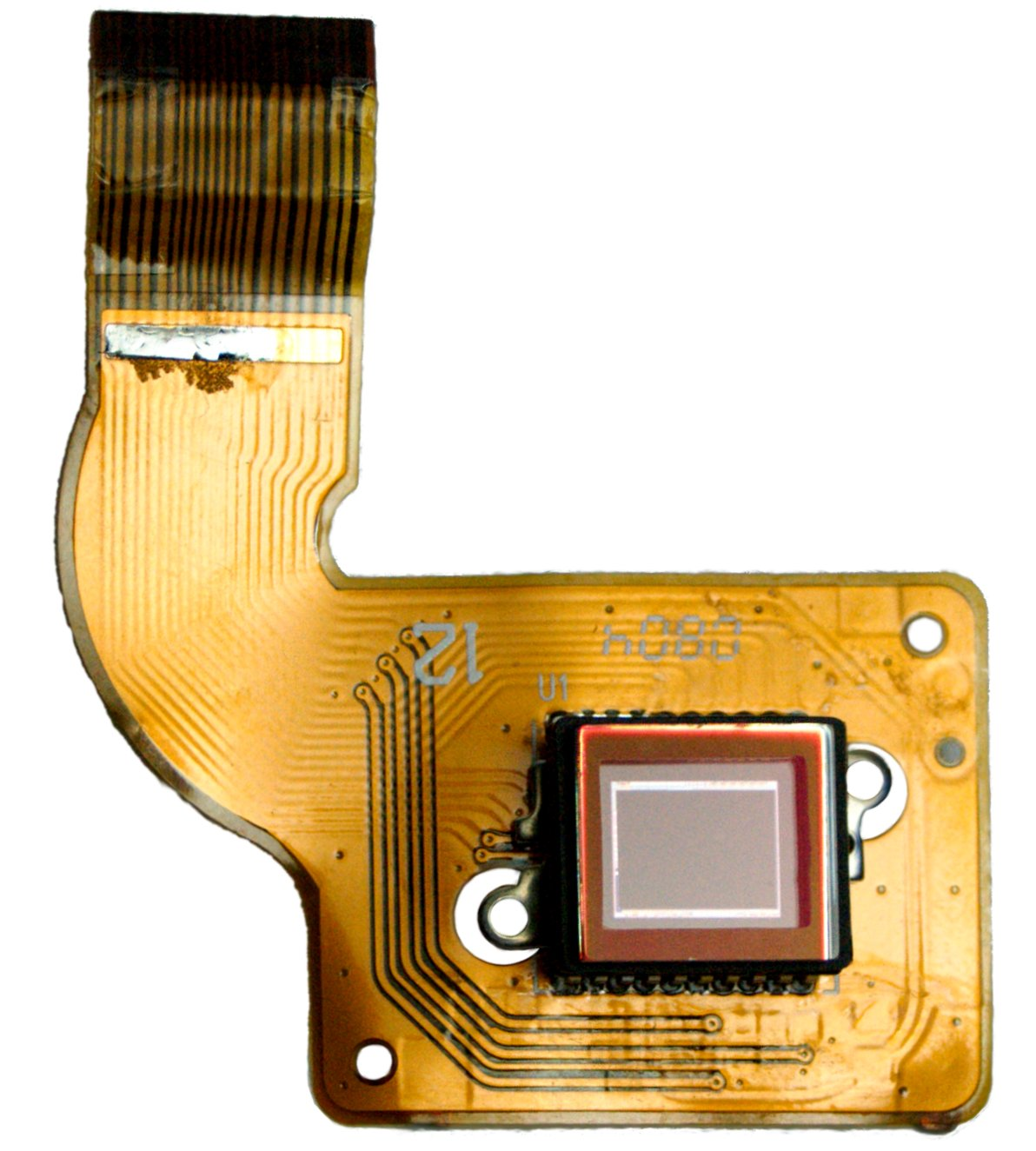
CCD-Sensor
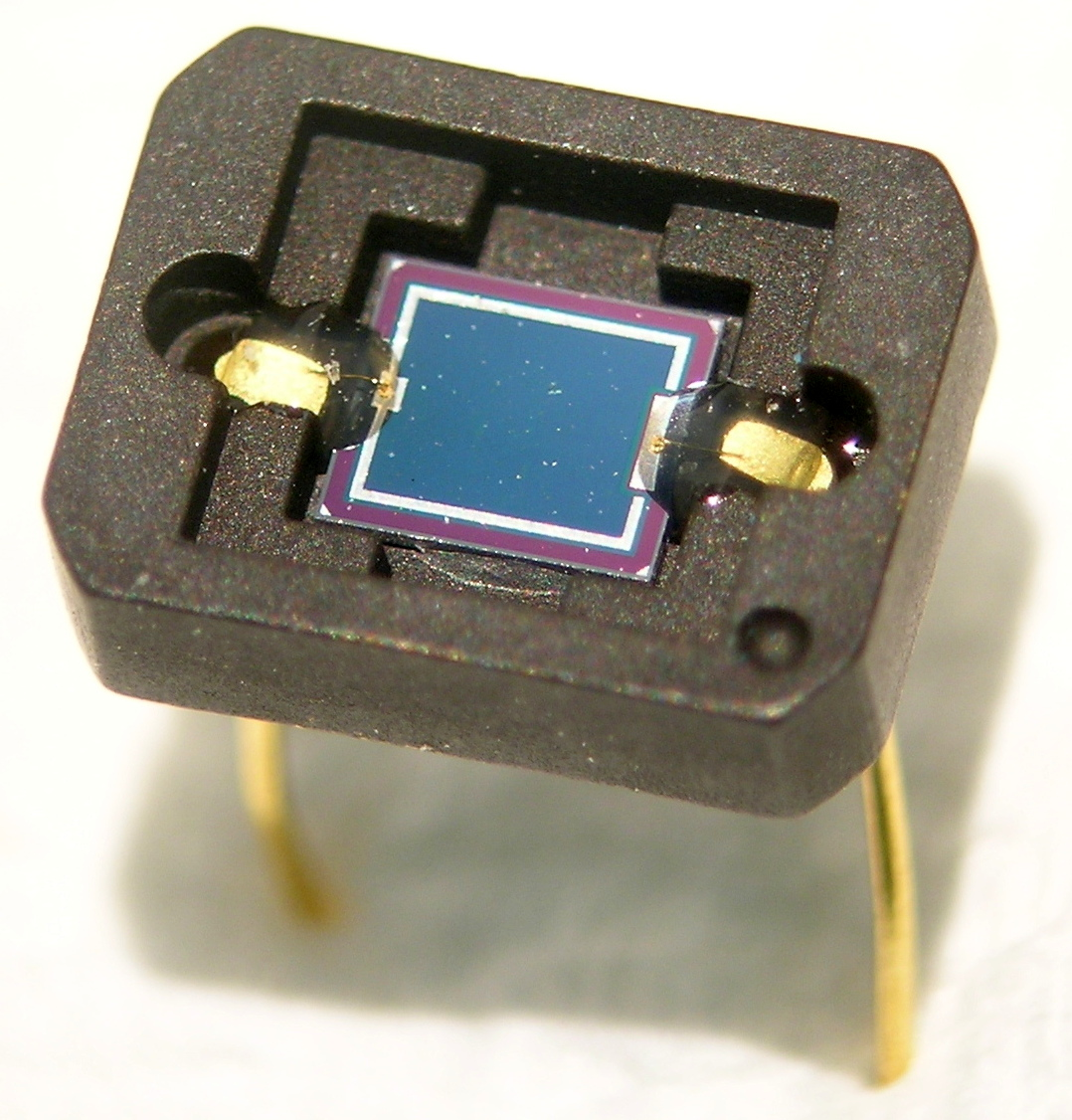
Photodiode
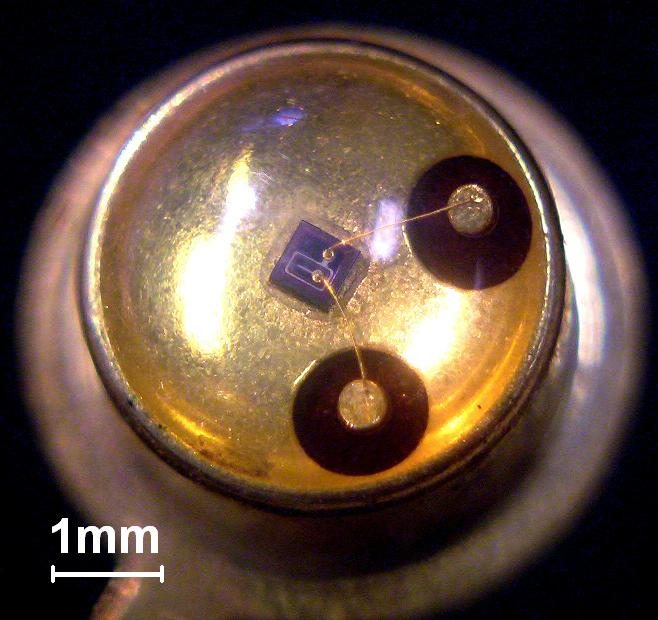
Fototransistor
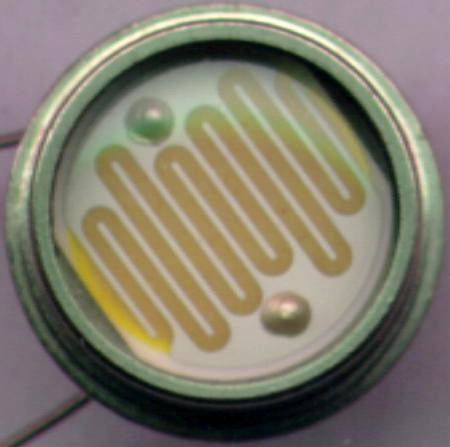
Fotowiderstand

Als Photodetektor, auch Lichtsensor oder optischer Detektor, optoelektronischer Sensor, werden elektronische Bauelemente bezeichnet, die Licht unter Benutzung des photoelektrischen Effekts in ein elektrisches Signal umwandeln oder einen von der einfallenden Strahlung abhängigen elektrischen Widerstand zeigen. Mit dem Begriff werden aber auch Applikationen genannt, die ein solches strahlungsmessendes Bauteil integriert haben. Der Begriff Licht bezieht sich in der Optoelektronik nicht nur auf sichtbares Licht, sondern auch auf unsichtbares Infrarotlicht und Ultraviolettstrahlung.
Ein optoelektronischer Sensor kann signalerfassend sein (zum Beispiel Belichtungsmesser) oder in ein bildgebendes Messverfahren eingebunden sein, bei welchem die lichtempfängliche Fläche in einzelne Bereiche (Pixel) unterteilt ist, sodass sich – in Zusammenspiel mit einem Objektiv und einer Kameraelektronik – ein elektrisches Abbild erzeugen lässt. Für die Robotik und medizinische Anwendungen laufen bereits Entwicklungen in Richtung komplexer Sehapparate mittels Kameras und deren Signalverarbeitung.
Photodetektoren, die den äußeren photoelektrischen Effekt benutzen, sind unter anderem:
- Photozellen
- Photomultiplier (schnell, geringste Lichtmengen bis zu einzelnen Photonen)
- Mikrokanalplatten-Photomultiplier (gleiches Prinzip wie beim Photomultiplier, aber mit noch besserer Zeitauflösung)

Photodetektoren, die den inneren photoelektrischen Effekt benutzen, sind unter anderem:
- CMOS-Sensoren (z. B. in Digitalkameras und Videokameras)
- CCD-Sensoren (z. B. in Digitalkameras und Videokameras, Scannern, Spektrometern, Faxgeräten)
- Photodioden (als schneller Sensor für sichtbares Licht, sowie Infrarot und Ultraviolett; meist gefertigt aus Silizium, aber auch aus anderen Materialien für Photohalbleiter)

- pin-Photodioden (u. a. am Ende von Lichtleitkabeln und als Empfänger in Fernbedienungen)
- Avalanche-Photodioden (für sehr geringe Lichtintensitäten bis zu einzelnen Photonen; ähnlich wie pin-Photodioden, aber mit interner Verstärkung durch den Lawineneffekt)
- Position Sensitive Device (PSD, ortsauflösende großflächige pin-Photodiode)
- MSM-Photodioden (Metall-Semikonduktor-Metall-Photodioden, im Prinzip aus zwei Schottky-Dioden aufgebaut)

- Fototransistoren (in der Regel aus Silizium, höheres Signal als Photodioden, jedoch langsamer als diese)
- Fotowiderstand (bidirektional, langsam, u. a. zur Lichtmessung, Dämmerungsschalter, Belichtungsmesser)